# 베니수에프주

베니수에프주의 위치

베니수에프주(영어: Beni Suef Governorate, 아랍어: بني سويف)는 이집트 중부에 있는 주로, 나일강의 서쪽에 있다. 주도는 베니수에프다.